# 洞山石窟寺
洞山石窟寺，原名灵峰院千佛洞，是位于中华人民共和国内蒙古自治区赤峰市松山区城子乡城后村悬崖下的一座石窟寺。洞山石窟寺建于辽代乾统二年，金代、明代、清代多次重修。石窟寺由主窟、环窟、残窟组成。1964年，石窟寺被列入第一批内蒙古自治区文物保护单位。文化大革命中，洞山石窟寺遭到严重毁坏，石碑、造像被砸毁，仅主窟的佛像残存。1986年，洞山石窟寺被剔除出内蒙古自治区文物保护单位名单。1998年，当地佛教信众集资重修洞山石窟寺，根据上级指示将灵峰寺重修为藏传佛教寺院。

## 历史
据洞窟内原有的一块金代重修碑，该石窟寺位于金国松山县东南的遮盖山上，名叫灵峰院千佛洞，始建于辽乾统二年，金皇统三年重修。自金代至明代，千佛洞遭遇过战事、火灾、抢劫三次破坏。明万历年间、清道光年间、清光绪年间，石窟寺几次重修。清末民初，洞山石窟寺尚有四位和尚，旧历四月初八举办庙会。除了附近的百姓，也会有来自承德、北京等地的外地人参与庙会，英国、法国传教士还趁机传教。
中华人民共和国成立后，洞山石窟寺的老和尚已逝世，小和尚还俗，寺院渐渐衰败。1964年，内蒙古自治区将洞山石窟寺公布为第一批内蒙古自治区文物保护单位。文化大革命开始后，石窟寺遭到严重破坏，造像被砸毁，浮雕被铲掉，洞窟的门窗受损，主窟的佛像残存。1969年，行政区划变更，洞山石窟寺所在地区被划归辽宁省，石窟寺改为辽宁省重点文物保护单位。1973年5月，辽宁省文物普查队昭乌达盟组的报告称，洞山石窟寺“基本残破不堪”，主窟的两座胁侍像无存，石碑被毁，部分残碑被砌在公路石桥上，主窟与环窟洞口半圆石拱的门额只剩一块。1979年5月30日，石窟寺所在的昭乌达盟重新划归内蒙古自治区。1986年，内蒙古自治区公布第二批自治区级文物保护单位时，认为洞山石窟寺在文化大革命中遭到重度破坏、已经丧失自治区级文物保护单位价值，将其剔除出内蒙古自治区文物保护单位名单。
1998年，当地佛教信众集资逾45万人民币，重修洞山石窟寺，重建山门、寺庙，重塑佛像。根据上级指示，洞山石窟寺由原来的汉传佛教寺庙改为藏传佛教寺庙，造像均按藏传佛教信仰塑造。

## 石窟
洞山石窟寺分为主窟、环窟、残窟三部分。
主窟坐北朝南，南北长14.4米，东西宽6.9米，高度约5米，自洞口往里3.8米向东西两面各伸出2.8米的耳窟，使主窟整体平面呈不规则的凸字形。主窟内有一尊石刻佛像，佛像高约1.8米，佛像下的莲座高约1.5米。佛结跏趺坐，佛头上有髻，脸形长方，面容端庄。莲座的束腰分为八面，分别刻有八卦图案。佛像东西两侧的壁上各刻有三尊佛像轮廓，自石壁突出3厘米，学者认为可能是未完工的佛像。文化大革命前，佛像两侧各有一座高约2米的胁侍立像，由细砂岩雕成。两耳窟内没有造像。右耳窟北壁刻有清道光六年重修碑，碑文难以辨认，碑首有“万古流芳”四字。西耳窟的门额上刻有佛像和祥云浮雕。
环窟同样坐北朝南，从东、北、西三方向包围主窟，平面呈冂字形，有东、西两个出入口，两口均与主窟平行。环窟宽约2.7米，高约2.5米，长约20米。壁上有整齐排列的凸字形小佛龛，佛龛中并无浮雕痕迹。学者推测，佛龛中可能原先供有泥塑佛像，因此得名千佛洞。文化大革命前，环窟洞口处有明万历、清道光、清光绪重修石碑三通。1975年的报告称，环窟空空荡荡，明清石碑已被砸碎。
主窟窟口东西两侧与环窟窟口之间各开有一个小龛。文化大革命前，西侧的小龛内有一通金代螭首石碑，当时碑身、龟蚨俱在，龟蚨头部断裂。碑首正面刻“大金国”，背面刻“千佛碑”，碑两面的铭文记叙了千佛洞初建与重修的历程，记录了捐款人的名单，落款为“皇统三年七月十五日”。此碑毁于文化大革命中。另外，环窟东口的东边还有一个小窟，窟中仅有两层石台阶。
主窟西侧约50米处，有一大的残窟。大残窟坐西朝东，略呈凸字形。据1975年的报告，残窟中空空荡荡，仅在南北两侧较深处有近代的土仓。此外，大残窟靠近窟口的北壁上刻有石碑，碑文已漫漶不清，仅可辨认碑首的“万世流芳”四字。大残窟的东北方向有一小窟，小窟前檐残留有一块砖砌的菱形彩绘檐壁，窟内北壁抹有草泥，壁角有近代壁画残迹。小窟东边还有一个残窟，窟内有近代彩绘泥塑的遗迹，当地百姓称此泥塑为娘娘像。这个窟的窟口已经残破。